# Slimane Moula
Slimane Moula (in arabo سليمان مولا‎?; Draâ Ben Khedda, 25 febbraio 1999) è un mezzofondista algerino.

## Palmarès
| Anno | Manifestazione          | Sede         | Evento      | Risultato   | Prestazione | Note                                     |
| ---- | ----------------------- | ------------ | ----------- | ----------- | ----------- | ---------------------------------------- |
| 2017 | Africani U20            | Tlemcen      | 4x400 m     | 5º          | 3'20"04     |                                          |
| 2018 | Campionati arabi U20    | Amman        | 400 m piani | Oro         | 46"73       |                                          |
| 2018 | Campionati arabi U20    | Amman        | 200 m       | 4º          | 21"85       |                                          |
| 2018 | Mediterraneo U23        | Jesolo       | 400 m piani | Bronzo      | 45"96       | Miglior prestazione personale stagionale |
| 2018 | Mediterraneo U23        | Jesolo       | 4x100 m     | Bronzo      | 41"19       |                                          |
| 2018 | Mondiali U20            | Tampere      | 400 m piani | Batteria    | 47"97       |                                          |
| 2019 | Mediterraneo U23 indoor | Miramas      | 400 m piani | Oro         | 48"03       |                                          |
| 2019 | Arabi                   | Il Cairo     | 400 m piani | 6º          | 48"10       |                                          |
| 2019 | Arabi                   | Il Cairo     | 4x400 m     | Argento     | 3'07"85     |                                          |
| 2019 | Giochi militari         | Wuhan        | 400 m piani | Batteria    | 46"93       |                                          |
| 2019 | Giochi militari         | Wuhan        | 4x400 m     | Bronzo      | 3'06"67     |                                          |
| 2021 | Arabi                   | Radès        | 800 m piani | 6º          | 1'48"56     |                                          |
| 2022 | Africani                | Saint-Pierre | 800 m piani | Oro         | 1'45"59     |                                          |
| 2022 | Giochi del Mediterraneo | Orano        | 4×400 m     | Oro         | 3'03"41     | Miglior prestazione personale stagionale |
| 2022 | Mondiali                | Eugene       | 800 m piani | 5º          | 1'44"85     |                                          |
| 2023 | Mondiali                | Budapest     | 800 m piani | 5º          | 1'44"95     |                                          |
| 2024 | Giochi olimpici         | Parigi       | 800 m piani | Ripescaggio | 1'45"67     |                                          |

## Altre competizioni internazionali
2022
- Oro al Bauhaus-Galan ( Stoccolma), 800 m piani - 1'44"60
- Ritirato in finale ai Giochi della solidarietà islamica ( Konya), 400 m piani

2023
- Oro al Doha Diamond League ( Doha), 800 m piani - 1'46"06
- Bronzo al Meeting de Paris ( Parigi), 800 m piani - 1'43"38
- Argento all'Herculis ( Monaco), 800 m piani - 1'43"40

2024
- Oro allo Shanghai Diamond League ( Shanghai), 800 m piani - 1'44"55

## Campionati nazionali
- 1 volta campione nazionale algerino dei 400 m piani (2019)
- 1 volte campione nazionale algerino dei 600 m piani (2022)

2019
- Oro ai campionati algerini (Algeri), 400 m piani - 46"51

2022
- Oro ai campionati algerini (Algeri), 600 m piani - 1'15"22
- Bronzo ai campionati algerini (Algeri), 1000 m piani - 2'19"19